# Biddestone St Nicholas
Biddestone St Nicholas var en civil parish fram till 1885 då den blev en del av Biddestone, i grevskapet Wiltshire, i England. Civil parish var belägen 6 km från Chippenham och hade 410 invånare år 1881.